# FIA Alternative Energies Cup 2010
La FIA Alternative Energies Cup 2010, edizione 2010 del Campionato del mondo per auto ad energia alternativa organizzato dalla Federazione Internazionale dell'Automobile, si è svolta dal 25 marzo al 22 ottobre, per un totale di dieci prove in otto Paesi.
Nelle varie graduatorie, si è tenuto conto per ciascun concorrente del 50% (arrotondato in eccesso) più uno dei migliori punteggi ottenuti.
Il francese Raymond Durand ha vinto la classifica piloti per il secondo anno consecutivo, mentre la Toyota si è classificata prima per la quarta volta nella classifica costruttori.

## Calendario e vincitori
| Data              | Gara                                         | Vincitore               | Regolarità               | Consumi           |
| ----------------- | -------------------------------------------- | ----------------------- | ------------------------ | ----------------- |
| 25 marzo 2010     | 4e Rallye Montecarlo                         | Luis Murguía            | Raphaël Van der Straeten | Yannick Rondeau   |
| 5 maggio 2010     | Clean Week 2020 Trophy, Zolder               | Raymond Durand          | Raphaël Van der Straeten | Raymond Durand    |
| 29 maggio 2010    | Trofeo Aria Nuova, Monza                     | Vincenzo Di Bella       | Guido Guerrini           | Pierluigi Berna   |
| 17 luglio 2010    | II Eco Rallye Vasco Navarro, Vitoria-Gasteiz | Txema Foronda           | Jesús Echave             | Ander Aramburu    |
| 12 agosto 2010    | Rally Reykjavik                              | Raymond Durand          | Raymond Durand           | Raymond Durand    |
| 28 agosto 2010    | Daniel Bonara Cup, Franciacorta              | Vincenzo Di Bella       | Guido Guerrini           | Vincenzo Di Bella |
| 17 settembre 2010 | 4th Hi-Tech Ecomobility Rally, Atene         | Miltiadis Tsoskounoglou | Constantinos Lambouras   | Raymond Durand    |
| 1º ottobre 2010   | Rallye Énergie Alternative, Montréal         | Max Caron               | Martyn Ouellet           | Maxime Dubois     |
| 9 ottobre 2010    | Green Prix EcoTarga Florio                   | Massimo Liverani        | Marcello De Simone       | Massimo Liverani  |
| 22 ottobre 2010   | 5° Ecorally San Marino-Vaticano              | Massimo Liverani        | Stefano Pezzi            | Jesús Echave      |

## Classifica piloti
| Punti | Pilota |
| ----- | --- |
| 64    | Raymond Durand |
| 52    | Vincenzo Di Bella |
| 48    | Jesús Echave |
| 43    | Massimo Liverani |
| 31    | Guido Guerrini |
| 20    | Txema Foronda, Miltiadis Tsoskounoglou                                                                                            |
| 17    | Massimiliano Sorghi |
| 16    | Kristjan Einar Kristjansson |
| 14    | Raphael Van Der Straeten |
| 12    | Hronn Bjarkar Hardardottir, Gaizka Lazarobaster, Constantinos Lambouras                                                           |
| 10    | Luis Murguía, Maykel Del Cyd, Gunnar Pall Palsson, Roberto Uriarte, Dimitrios Malathritis, Filippo Mulé, Max Caron, Stefano Pezzi |
| 8     | Pascale De Ravet, Marcello De Simone, Luck Mervil                                                                                 |
| 6     | Bernard Hostein, Nikos Pomonis, Gianfranco Mavaro                                                                                 |
| 5     | Leo Van Hoorick, Pierluigi Berna, Éric Bernier-Meunier                                                                            |
| 4     | Marc Nelles, Christophe Ponset, Adrian Oiarbide, Viassios Koutsoukos, Salvatore Riolo, Martyn Ouellet, Caterina Zonzini           |
| 3     | Maxime Dubois |
| 2     | Thyas Genbrugge, Mario Montanucci, Juan Echaide, Manthos Kallios, Martin D'Anjou, Sonia Ielo                                      |
| 1     | Gerard Fourcade, Giulio Guerrini, Radames Preo, Robin Desmeules                                                                   |

## Classifica costruttori
| Punti | Costruttore (Prime posizioni) |
| ----- | ----------------------------- |
| 94    | Toyota                        |
| 78    | Citroën                       |
| 59    | Honda                         |
| 54    | Fiat                          |
| 38    | Ford                          |